# Loch Droma
Loch Droma är en sjö i Storbritannien.   Den ligger i kommunen Highland och riksdelen Skottland, i den norra delen av landet, 700 km norr om huvudstaden London. Loch Droma ligger 285 meter över havet.  Omgivningarna runt Loch Droma är i huvudsak ett öppet busklandskap.